# 人民体育人

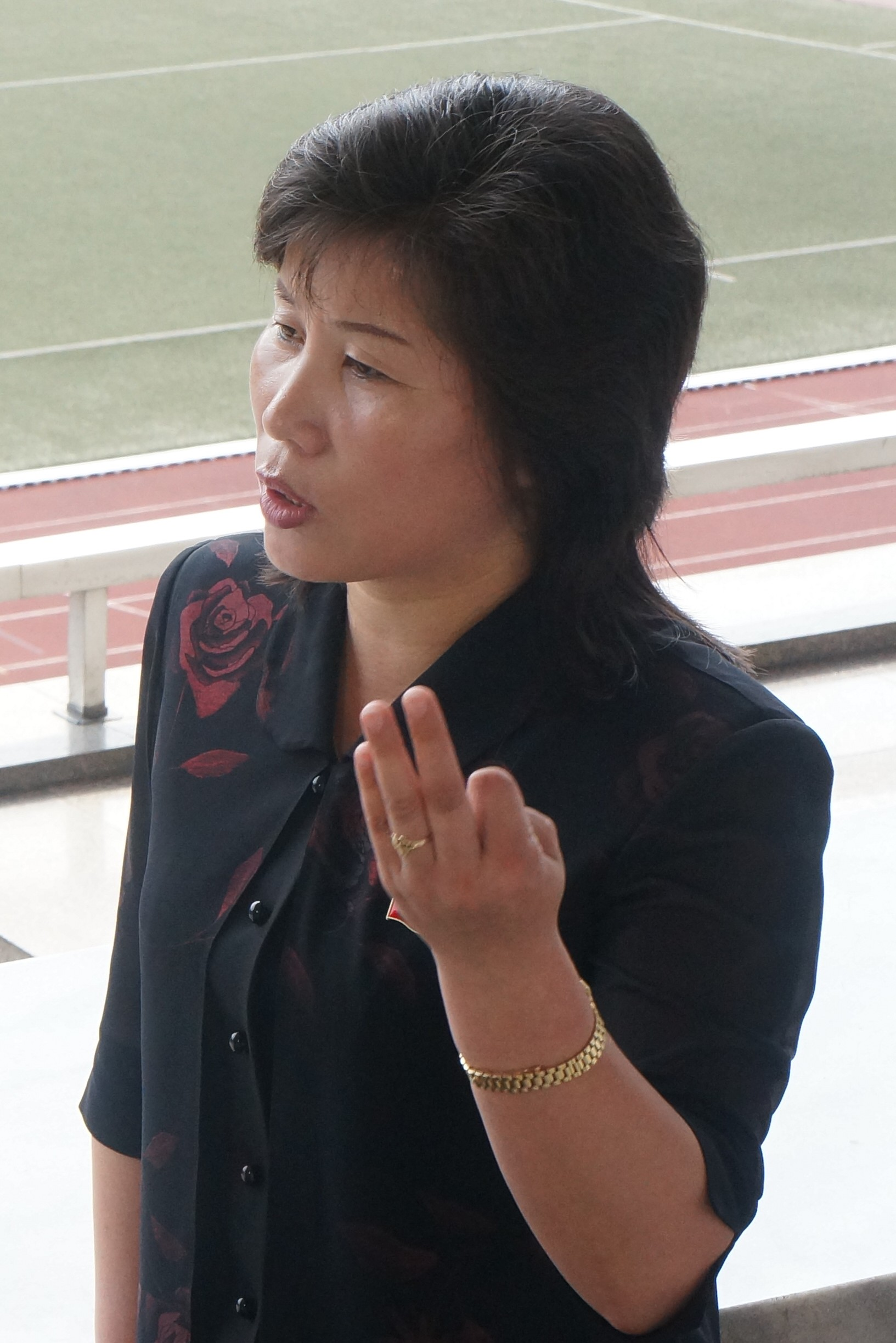
女子马拉松世界冠军、“共和国英雄”、“人民体育人”郑成玉

人民体育人（：／）是朝鲜民主主义人民共和国授予有突出贡献的体育工作者的荣誉称号，也是朝鲜最高级别的体育奖项。
该称号的建立源于朝鲜国家足球队在1966年世界杯足球赛上的优异表现。朝鲜男足在该届世界杯上最终闯入了八强，此后朝鲜最高人民会议于同年10月8日决定设立人民体育人称号。朝鲜男足主力朴斗翼等人成为了该称号的首批获得者。
在朝鲜的体育荣誉中，人民体育人是高于功勋体育人（공훈체육인）的最高级别体育称号。而少数有着更为杰出贡献的运动员还会被授予更高的共和国英雄或劳动英雄称号。